# 世紀のバラエティ
『世紀のバラエティ』（せいきのバラエティ）は、1967年3月3日に放送された、フジテレビが開局8周年記念として制作した特別バラエティ番組である。カラー放送。
以下の文は、朝日新聞 1967年3月3日付朝刊9ページのテレビ欄の番組表及び当番組紹介記事に、この番組の紹介や主旨、レギュラー出演者等が記載されていたので、それらを中心に記載したものである。

## 概要
1959年3月1日に開局したフジテレビが、1967年の同日でチャンネル番号と同じ開局8周年を迎え、その開局記念番組の1つで、同局のヒット番組や、その番組の出演者を中心に構成したバラエティ番組である。
番組は同年初頭までに同局に初めて導入された、スタジオカラーカメラ4台を使って収録・制作された。同局ではこのカラーカメラを同年2月11日放送の『ズバリ!当てましょう』の収録で初使用し、同年3月1日の『小川宏ショー』では初めて生放送で使用した。

## 放送日時及び時間
- 1967年3月3日 20:00 - 21:56[2]

## 番組内容
当時のフジテレビで人気を集めた番組『鉄腕アトム』、『ジャングル大帝』、『悟空の大冒険』等が登場する動画で始まり、青島幸男と大橋巨泉の漫才、ザ・ピーナッツ他らによるタレント総出演のかくし芸大会、ハナ肇とクレイジーキャッツの『おとなの漫画』、日本駐在の各国大使館の人たちのゲーム等、盛り沢山の構成となっている。

## 出演者
- 司会:高橋圭三、小川宏、長門裕之、南田洋子、栗原玲児[1]
- 出演:植木等、ハナ肇とクレイジーキャッツ、大川橋蔵、吉永小百合、坂本九、ファイティング原田、東京ぼん太、ザ・ドリフターズ、平幹二郎、ザ・ピーナッツ、園まり、八千草薫、てんぷくトリオ、長門勇、加藤剛、晴乃チック・タック、青島幸男、大橋巨泉　ほか[3]